# Ifigenia (imię)
Ifigenia – imię żeńskie pochodzenia greckiego, złożone z członów ιφιος (ifios) "silny, mocny" i γενης (genes) "narodzony".
W mitologii greckiej znana jest Ifigenia, córka Agamemnona. W czasach apostolskich, według legendy, imię to nosiła córka króla etiopskiego. Istnieją także dwie święte katolickie o tym imieniu.
Ifigenia imieniny obchodzi 9 lipca i 21 września.